# Baudolino
Baudolino è un romanzo storico di Umberto Eco, scritto nel 2000 e pubblicato da Bompiani. Si tratta del quarto romanzo dell'autore, dopo Il nome della rosa (1980), Il pendolo di Foucault (1988) e L'isola del giorno prima (1994).
Narra la storia di Baudolino, un giovane ragazzo di campagna della Pianura Padana, proveniente dalla Fraschetta dove successivamente sorgerà Alessandria, che nel 1154, all'età di tredici anni, viene adottato dall'imperatore Federico Barbarossa. Il giovane si rivela un bugiardo incallito, ma come per incanto tutto quello che inventa finisce per fare storia, come la canonizzazione di Carlo Magno, il Graal o la creazione della lettera del Prete Gianni. Per seguire il suo sogno di scoprire il regno del Prete, Baudolino parte con un gruppo di amici verso Oriente e vengono raccontate le loro peripezie in terre leggendarie e il loro incontro con creature fantastiche. Tornati a casa a mani vuote dopo molti anni di viaggio, Baudolino comprende che la sua vita è legata per sempre alla ricerca di quella mitica terra, mentre non c'è niente nel suo mondo che lo possa trattenere, così riparte verso est per il suo ultimo viaggio da cui non farà ritorno.
Il libro si propone come un romanzo picaresco, ma al tempo stesso come una summa di fonti storiche, miti, tradizioni e leggende medievali che lo rendono un'opera enciclopedica di quel particolare periodo storico. È stato tradotto in molte lingue e pubblicato in diversi paesi al di fuori dell'Italia.

## Trama
Nel 1154, anno della sua prima discesa in Italia, l'imperatore ancora senza corona Federico Barbarossa si perde nella foresta e nella nebbia della Pianura Padana, quando chiesto aiuto al giovane contadino Baudolino, è condotto da questi a ricongiungersi al suo esercito. Avendo preso in simpatia il ragazzo, decide di adottarlo e di portarlo alla sua corte.
Dopo questa introduzione la scena si sposta a Costantinopoli durante il saccheggio del 1204, in cui un Baudolino ormai sessantenne salva dalle mani dei crociati lo storico e alto funzionario dell'impero bizantino Niceta Coniate. I due si rifugiano in casa di alcuni mercanti genovesi, conosciuti da Baudolino anni prima, mentre la città brucia per diversi giorni e successivamente riescono a lasciare Costantinopoli sotto travestimento. Baudolino nel frattempo racconta a Niceta la sua storia.
Baudolino diventa un importante consigliere dell'imperatore, sin dall'età di tredici anni, per quanto riguarda le questioni degli Stati italiani. Baudolino viene educato dal canonico Rahewino e dal vescovo Ottone, ma quando questi muoiono, Baudolino viene inviato all'università della Sorbona a Parigi, che raggiunge assieme al Poeta (pseudonimo del vero nome del personaggio il Archipoeta). In primo luogo, durante il loro studi, stringono amicizia con il saraceno Abdul e assieme ai suoi nuovi compagni Baudolino si dedica a studiare ed inventare le caratteristiche del Regno del Prete Giovanni (a cui il vescovo Ottone faceva spesso riferimento), con l'aiuto di alcuni studiosi, tra cui Borone, il rabbino Solomon e Kyot, elaborano insieme la lettera del Prete Giovanni, che rimane celata al padre adottivo per molto tempo. In precedenza l'imperatore si era sposato con Beatrice di Borgogna, di cui Baudolino s'innamora, ma questo amore proibito lo tormenta per buona parte della sua vita. Baudolino viene coinvolto come consigliere dell'imperatore nelle questioni italiane, in particolare con la città di Milano, che resiste ai numerosi assedi dell'esercito, inoltre, terminati i suoi studi, Baudolino viene inviato come ambasciatore nelle città italiane, dove viene coinvolto nella fondazione di Alessandria (che circa coincide con il suo luogo di nascita) e quando Federico rimane ferito in un assedio Baudolino gli parla della lettera del Prete Giovanni, ma durante una missione di spionaggio di Baudolino per conto dell'impero, fa amicizia con il monaco Zosimo, che ruba l'idea della lettera del Prete Giovanni, facendola recapitare per primo a Andronico I Comneno, tuttavia Zosimo viene scoperto e fatto prigioniero da Baudolino. Dunque il padre adottivo, per raggiungere il Regno del Prete Giovanni (in estremo oriente) partecipa alla terza crociata guidata da Federico (a cui aderiscono Baudolino, il Poeta, Abdul, Borone, Kyot, Solomon e i suoi vecchi amici di Alessandria: il Porcelli, il Cuttica, Aleramo Scaccabarozzi detto il Ciula, il Boidi e Colandrino, fratello della defunta sposa di Baudolino).
La crociata procede seguendo come filo conduttore la ricerca della mitica terra del Prete Giovanni, leggendario re-sacerdote di un immenso stato nestoriano in estremo oriente. Durante il viaggio verso la Terrasanta Federico muore in circostanze misteriose, nel castello del principe armeno Adzrouni, che lo aveva accolto nella sua residenza. Dunque termina la crociata, ma il gruppo dei suoi amici non abbandonano l'impresa alla ricerca della terra agognata. Partono dal castello, senza Zosimo che secondo i protagonisti avrebbe rubato la falsa reliquia del Santo Graal e che poi sarebbe scappato, tuttavia al gruppo di Baudolino si unisce il principe Adzrouni, che per scampare a Leone II d'Armenia, che altrimenti si sarebbe successivamente scontrato con il principe, per aver lasciato morire l'imperatore, offre cambio ai viaggiatori le false sette teste di Giovanni Battista e le sue conoscenze geografiche. Quindi intraprendono il viaggio attraverso terre selvagge abitate da creature fantastiche, che dura molti anni, fino a che un giorno i viaggiatori arrivano a Pndapetzim, la provincia e anticamera del regno del Prete Giovanni.
Qui i protagonisti incontrano una terra abitata da strane creature: blemmi, satiri, panozi, giganti, sciapodi, pigmei, ipazie, ponci, e vengono accolti come i remagi. Le creature fantastiche (tranne i satiri e le ipazie) si trovavano sotto il dominio del Diacono Giovanni (futuro successore del Prete), il cui potere viene però esercitato da una cerchia di oligarchi, gli eunuchi, che fanno capo a Praxeas. Nell'attesa di poter avere accesso alla terra del Sacerdote, Baudolino si innamora di Ipazia, una satira (ovvero una creatura per metà donna e per metà capra) appartenente al popolo delle ipazie e discendente dalla Ipazia storica, e stringe amicizia con il diacono Giovanni, il quale si trova richiuso nella sua sala del trono, da cui non è mai uscito, che soffre di lebbra. Infine il regno di Pndapetzim è scosso dalla notizia dell'imminente invasione degli Unni bianchi. Nonostante il tentativo di difesa messo in atto dai compagni di Baudolino e in particolare dal Poeta, gli abitanti di Pndapetzim vengono travolti dagli invasori e solo per miracolo Baudolino e alcuni compagni superstiti (Borone, Kyot, il Poeta, il Boidi e Solomon) riescono a salvarsi, decidendo di tornare a casa nonostante le pressioni di Baudolino che vorrebbe tornare indietro a cercare Ipazia (con la quale aveva concepito una nuova creatura). In questo frangente, a Baudolino viene consegnato un lungo lenzuolo contenente l'effigie del corpo del Diacono nel frattempo morto.
Il viaggio di ritorno è fitto di molte peripezie e i protagonisti vengono infine catturati dai cinocefali. Solo dopo qualche anno riescono a fuggire, condotti via dagli enormi uccelli roc, inviati a Costantinopoli. Nel viaggio, perde la vita Solomon.
A Costantinopoli vengono accolti da alcuni genovesi e un giorno il Poeta organizza un incontro risolutivo dove si assiste al confronto finale tra Baudolino, i suoi amici e Zosimo ormai morente, riguardante il furto del Gradale (il Graal) e la morte dell'imperatore. Durante il confronto si scopre che Federico sarebbe stato ucciso dal Poeta e che il Graal è stato custodito da Baudolino a sua stessa insaputa. Tutto ciò avviene proprio prima dell'incontro tra Baudolino e Niceta. Il Poeta assale con la spada Baudolino per ottenere la reliquia, ma viene ucciso da quest'ultimo.
Al termine del racconto orale di Baudolino a Niceta, lo storico, con l'aiuto di un suo amico, scopre che la morte del padre adottivo di Baudolino è dovuta ad annegamento, per il fatto che l'imperatore era stato buttato in un fiume da Baudolino, per evitare di essere impiccati dal figlio dell'imperatore Federico VI di Svevia, quando l'imperatore si trovava in uno stato morte apparente. Baudolino, sentendosi in colpa per la morte del padre adottivo, si dedica ad una vita da stilita, che si interrompe a causa di una controversia con un prete, e Baudolino comprende che la sua vita deve essere dedicata alla ricerca del regno del Prete Giovanni e di Ipazia e con questa speranza nel cuore si dirige nuovamente verso Oriente.

## Genesi dell'opera
In seguito alla pubblicazione del suo romanzo L'isola del giorno prima nel 1994, Eco era al lavoro su un nuovo progetto di una vicenda contemporanea. Il lavoro si sarebbe dovuto intitolare Numero zero e la vicenda ruotare attorno ad un gruppo di persone che progetta un nuovo quotidiano. Dopo due anni di lavoro tuttavia, l'autore abbandonò il progetto in favore di Baudolino. Di questo abbozzo rimangono alcune tracce, come la scena della morte di Federico Barbarossa, che si rifà ad un delitto simile in una camera chiusa attuato con un marchingegno: una specie di chimera ronzante nel vuoto, che compariva nel progetto originario.

Una delle ispirazioni principali per il racconto è stata una copia del libro Le terre leggendarie, in cui c'era un capitolo sul Prete Gianni e uno sulle tribù disperse d'Israele. Sulla copertina del tomo era rappresentata la figura di uno sciapode e ad Eco l'associazione venne spontanea:
 Altri espedienti narrativi furono invece delle scelte di Eco per puro divertimento personale, come la descrizione dei piatti di Niceta Coniate, che si basa su siti Internet dedicati all'antica cucina bizantina.
La fase di scrittura fu interrotta a lungo, a causa della mancata risoluzione di un punto nevralgico del racconto che non permetteva all'autore di incastrare i vari tasselli della storia. Poi nell'estate del 2000 Eco riprese in mano il manoscritto e in due mesi ne completò la stesura.

### Le fonti storiche
| Umbrella Foot | Devil Man  |
| Headless | Large Ears |
| Vari strani personaggi che sono citati nel romanzo, così come appaiono nelle Cronache di Norimberga del 1493. Partendo da in alto a sinistra e procedendo in senso orario sono raffigurati: uno sciapode, un satiro, un panozio e un blemma. |            |

Il romanzo inizia con un resoconto scritto dal giovane Baudolino del suo primo incontro con l'imperatore Federico I detto il Barbarossa. Il testo fu composto dal giovane presso la corte imperiale di Ratisbona nel 1155 con il titolo di kronica Baudolini cognomento de Aulario. Già dal titolo si capisce che Baudolino non conosce ancora bene il latino e quello che sta cercando di riprodurre è il suono del dialetto che si usava a quei tempi dalle sue parti. Questa sperimentazione linguistica di Eco deve molto ai primi tentativi di produzione scritta in volgare della letteratura italiana, come la Carta di Capua o il Cantico delle creature di San Francesco d'Assisi. Inoltre si trova una citazione dell'Indovinello veronese, quando l'eremita mentore di Baudolino cerca d'insegnargli il latino pronunciando la frase (un po' rimaneggiata) «calamus ke alba pratalia arabat et nigrum semen seminabat».
Il continuo si ispira alle Gesta Federici I imperatoris, nella parte in cui il protagonista diventa incredibilmente figlioccio di una delle persone più potenti del suo tempo, rimandando alle avventure del Simplicissimus di Hans Jakob Grimmelshausen.
La seconda parte del libro inizia con la lunga e avventurosa ricerca del regno del mitico Prete Gianni (o prete Giovanni, nel romanzo) da parte di Baudolino e i suoi compagni: alcuni suoi amici dagli studi all'università della Sorbona a Parigi, altri concittadini della neonata Alessandria. Nella finzione narrativa Eco fa scrivere a Baudolino e a questo gruppo la celebre Lettera del Prete Gianni, ovvero una corrispondenza che sarebbe giunta dal sovrano in persona e che girava effettivamente a quei tempi per le cancellerie del mondo occidentale. Ma mentre nella realtà alla lettera non venne dato molto peso né seguito, nel romanzo essa costituisce il pretesto per andare alla ricerca della leggendaria terra del Prete.
L'avventura attraverso i regni del misterioso oriente è raccontata in maniera fiabesca, con abbondanza di elementi magici e fantastici, sulla falsariga de Le mille e una notte o dei bestiari medievali, e narra del Sambatyon, il fiume di roccia che si ferma solo il sabato; delle pietre nere che colorano permanentemente il corpo di chi le tocca; di una foresta completamente oscura abitata da creature misteriose; di belve e fiere simili alle chimere; gli stessi miti poi trattati anche dal "libro delle meraviglie", Il Milione di Marco Polo.
Quando Baudolino e i suoi compagni giungono alla città di Pndapetzim si trovano di fronte al meraviglioso mondo degli sciapodi con una sola gamba, dei panozi con le orecchie lunghissime, tanto da riuscire a volare se opportunamente addestrati, dei blemmi con la bocca sulla pancia e ad altre mostruosità, tutte riprese dalle Cronache di Norimberga. Queste creature fantastiche non vedono nessuna differenza fisica tra di loro, ma sottilizzano sul loro diverso credo religioso, dicendo sempre del prossimo che "pensa male": una metafora delle divisioni teologiche del cristianesimo orientale con i monofisiti, gli ariani, i manichei, e le loro lotte sul sesso degli angeli.
In Baudolino il commercio sacrilego delle false reliquie, dal Graal alla Sacra Sindone, dai corpi degli Apostoli ai souvenir della vita di Cristo che hanno riempito le chiese dell'occidente cristiano, è una pratica diffusa. In effetti, la storia collega il personaggio di Baudolino con la nascita di molte leggende medievali. Per esempio, è opera di Baudolino l'idea di identificare il Graal (il "Gradale") con il calice di Cristo, e di spacciare per tale una vecchia coppa di suo padre. Quando il falso Gradale va perso, uno dei compagni di Baudolino afferma di avere intenzione di scrivere la storia del Gradale come "avrebbe dovuto essere", con protagonisti "cavalieri ben più nobili di noi". Costui si chiama Borone, e corrisponde quindi a quel Robert de Boron che, storicamente, introdusse il tema del Graal nel ciclo bretone. Nell'opera ci sono molti altri spunti dello stesso genere: è di Baudolino, per esempio, l'idea di far santificare Carlo Magno, cosa effettivamente avvenuta nel 1165, per opera dell'antipapa Pasquale III; ma addirittura, è Baudolino che fa trasportare i corpi dei magi a Colonia e che crea la Sacra Sindone.

## Pubblicazione

### Italia
In Italia il libro viene pubblicato in prima edizione con copertina rigida da Bompiani nel 2000. Nel 2002 esce la prima edizione brossurata per la collana "Tascabili", con ristampe. Dal 2020 Baudolino viene pubblicato dall'editore La nave di Teseo.

### Estero
Il libro è stato successivamente tradotto in numerose lingue e pubblicato in tutto il mondo.
La prima versione ad uscire dall'Italia è stata quella in lingua portoghese, tradotta da Marco Lucchesi e pubblicata in Brasile dalla Editora Record nel 2000. Nel 2001 è stata commercializzata nelle regioni di lingua tedesca la versione del romanzo tradotta da Burkhart Kroeber.
Il 12 febbraio 2002 è stata pubblicata l'edizione francese, curata da Jean-Noël Schifano. Helena Lozano Miralles ha curato l'edizione in lingua spagnola dell'opera, pubblicata per la prima volta nel 2002. La traduzione inglese è stata svolta da William Weaver ed è stata pubblicata il 15 ottobre 2002 nel Regno Unito e negli Stati Uniti, da Secker & Warburg e da Harcourt rispettivamente. Una seconda edizione è uscita sempre negli Stati Uniti il 6 ottobre 2003 a cura della Harvest Books.
Altre versioni sono state pubblicate in versione tradotta in Romania, Albania, Grecia, Bulgaria, Polonia, Russia e Marocco.

## Accoglienza
Il libro ha ricevuto in generale un buon apprezzamento di pubblico e critica, pur senza raggiungere il livello di consenso fatto registrare dal primo romanzo di Eco, Il nome della rosa.
Roberto Cotroneo su L'Espresso commenta di aver molto apprezzato l'opera, trovandola divertente e piena di sorprese: "il frutto di un uomo che vuole stupire, pagina dopo pagina". Egli nota che Baudolino, mostrando come una storia possa diventare vera semplicemente prendendola e costruendola come tale, assomiglia sempre di più a quello che pensa Umberto Eco del mondo, dove "utopie nate per vere [servono] a sopportare gli inganni della realtà". Altri giornalisti sottolineano l'avvincente gioco delle parti, dove menzogna e verosimiglianza si mescolano continuamente; la narrazione avvincente in grado di trascinare il lettore in un viaggio appassionante; e la perlustrazione fantasiosa, alla scoperta di eventi e personaggi difficili da dimenticare
.
La critica in lingua tedesca si è mostrata divisa: da stroncature dure che criticano l'opera come totalmente sovraccarica e con un elaborato letterario carente; a recensioni più neutre, che definiscono la lettura del romanzo un'"esperienza di lettura" e ammettono che al suo interno vi sono diversi "capitoli gradevoli", ma che Eco si è spinto troppo oltre, scrivendo un libro troppo lungo in cui si è "innamorato della sua invenzione" senza chiedersi se i lettori si sarebbero interessati alle sue digressioni; fino a recensioni positive che apprezzano la ricca panoramica sul medioevo, l'atmosfera coinvolgente e il tono da elegia filosofica che ogni tanto traspare.
Antonia Susan Byatt di The Guardian riassume così il suo punto di vista sull'opera: «è un paradosso che il racconto più leggibile di Eco sia anche il suo meno soddisfacente — un corpo inconsistente, strutturato attorno al fantasma di un'idea brillante». La critica e scrittrice Adam Mars-Jones dichiara che il romanzo è un'alternanza di generi e di stili, tra la commedia picaresca leggera e qualcosa di più intenso, che lo fanno sembrare come uno "pneumatico rimodellato, costituito da migliaia di altri copertoni sciolti e riamalgamati".
François Busnel de L'Express loda l'autore per aver fatto nuovamente prova della sua "pantagruelica erudizione" e per aver portato l'arte di seduzione letteraria al suo apice: «le ultime cinquanta pagine di Baudolino sono abbaglianti, portano il segno di un romanziere di genio, il maestro più incomparabile del thriller storico». Il giornalista perdona ad Eco anche una scarsa aderenza alla storia ufficiale, ammettendo che la forza del romanzo è proprio nell'"apologia dell'immaginario, quel motore dell'utopia e delle invenzioni che scuotono il mondo".

## Citazioni e riferimenti
- All'inizio del romanzo, Eco inserisce una autocitazione a Il nome della rosa. Il manoscritto di Baudolino termina con le parole: "[...] et come diceva queltale il police mi duole", mentre nel finale de Il nome della rosa, Adso conclude con: "Fa freddo nello scriptorium, il pollice mi duole".
- Il Diacono Giovanni, sovrano di Pndapetzim, è lebbroso e la sua figura ricalca in qualche modo quella di Baldovino IV, re di Gerusalemme.
- Abdul, amico di Baudolino, si diletta nel cantar poesie durante il soggiorno dei due a Parigi. Eco con questo espediente rievoca la lirica provenzale del XII-XIII secolo, in particolar modo il motivo dell'amor de lonh. Abdul alla fine del capitolo "Baudolino nel Paradiso Terrestre" dice "Forse un giorno ci andremo, langan li jorn son long en mai" recitando una poesia del trovatore occitano Jaufré Rudel
- All'interno del capitolo "Baudolino attende di partire verso il regno del Prete Giovanni", Baudolino narra a Niceta di avere appreso, a Pndapetzim, che il popolo dei Blemmi indicava i cavalli con il nome di "houyhmhnm". Eco trae ispirazione del fantastico popolo dei Houyhnhnm, descritti nella quarta parte del romanzo I viaggi di Gulliver di Jonathan Swift.

## Edizioni
- Baudolino, Collana Letteraria, Milano, Bompiani, 2000,  p. 526, ISBN 88-452-4736-8. - Collana Tascabili. Bestseller n.822, Bompiani, 2002; Collana Tascabili, Bompiani, 2004; Superpocket, 2004; Collana I grandi tascabili, Bompiani, 2014.
- Baudolino, Collana Oceani, Milano, La nave di Teseo, 2020, ISBN 978-88-346-0347-5.